# Retrato de Mademoiselle de Coislin

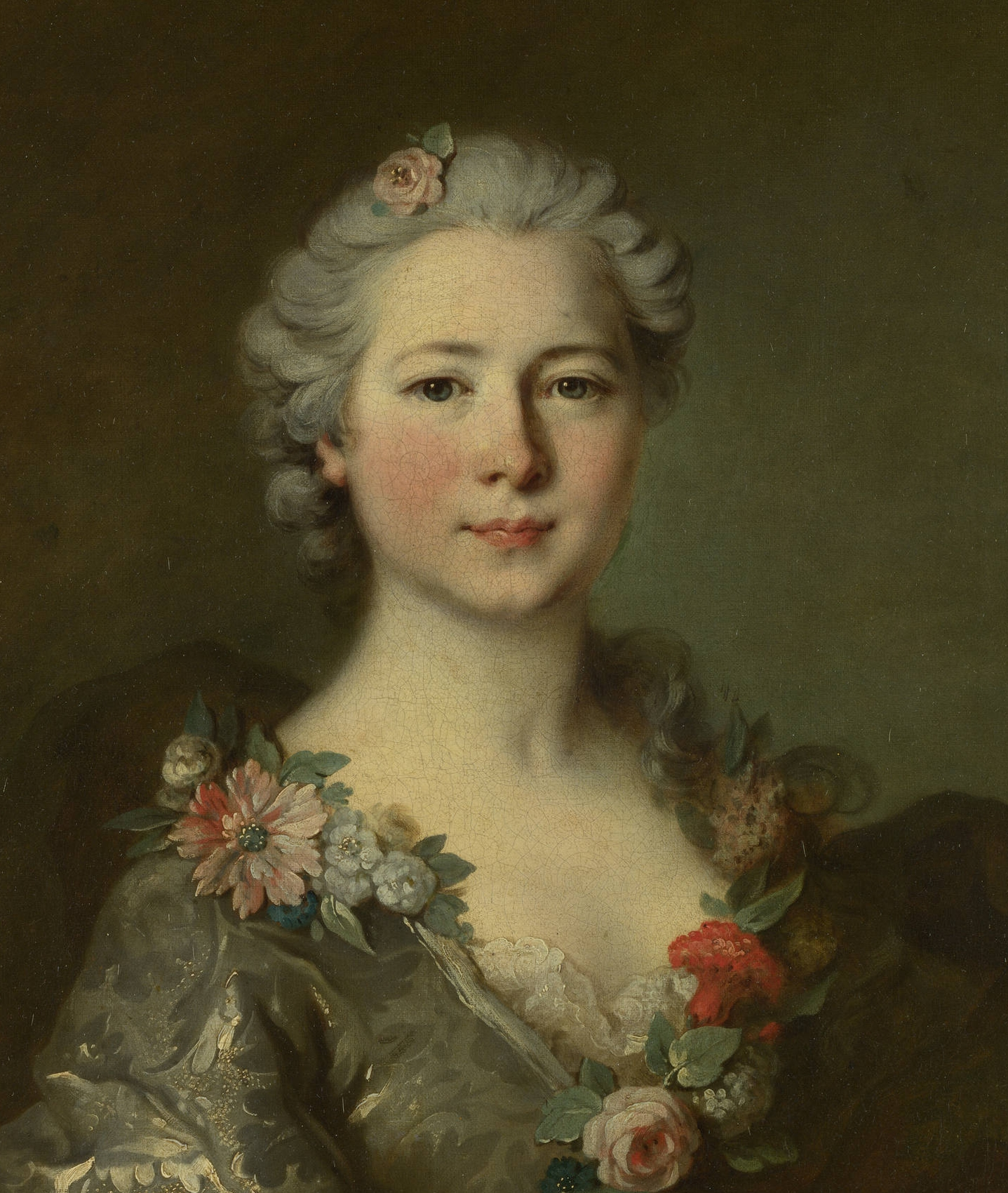
Retrato de Mademoiselle de Coislin (detalhe)

Retrato de Mademoiselle de Coislin é um ilustre retrato, óleo sobre tela, da autoria do francês Louis Tocqué. A data do quadro é incógnita, mas sabe-se que foi pintado entre 1750-1759.
Figura retratada crê-se que seja de Mademoiselle de Coislin, devido à suposição de um curador de uma leiloeira, cujo catálogo de 1907 referia que a mulher era uma das célebres Mademoiselles de Coislin. E daí ficou o quadro a ser conhecido como «Retrato de Mademoiselle de Coislin», mesmo sem a certeza de que aquela figura feminina seja mesmo uma das filhas do Marquês de Cambout, cujo apelido era Cambout-Coislin.
Da autoria de Tocqué, a pintura não é de facto um exemplar do seu habitual e austero estilo barroco, que agradou até Catarina, a Grande da Rússia, e sim um peculiar retrato ao estilo setecentista inglês. Tendo em conta a época em que foi pintado, neste retrato já incidem luzes do neoclassicismo francês, que, de dia para dia, se banalizava cada vez mais no Salon e atingiu o seu auge nos anos pós-revolução.
A figura é representada com um delicado traje de seda, coberto por flores e decorado com minuciosas rendas. A sua face é igualmente delicada, com a pele naturalmente branca - salvo as rosetas, ligeiramente coradas -, propondo que seja virgem e intocada. A cabeleira simples e elegante, em voga, na época. A moda das grandes e altíssimas cabeleiras - cujo peso era suportado vulgarmente por um criado - já fazia parte do passado.
Para além disso, a jovem é retratada como uma figura mitológica, Flora, remetendo-a cada vez mais para o neoclassicismo. O facto de surgir rodeada de flores fá-la assemelhar-se à conhecida protetora da Natureza. O fundo da composição, é simples e básico, suportando-se na sua cor verde azeitona, vulgar na pintura neoclássica (ex: Retrato da família do Duque de Osuna, de Francisco Goya). A sua simplicidade faz com que toda a figura da futura marquesa domine, por completo, a composição
O facto de ser um dos poucos exemplares neoclássicos na obra conhecida de Tocqué, torna-a uma raridade entre outras pinturas do autor, que se dedicou profundamente ao barroco/rococó.
Hoje, o brilhante retrato está exposto na National Gallery, instituição à qual foi doado por Emilie Yznaga, em 1945.